# Reinas del Este
Las Reinas del Este es un equipo de baloncesto femenino que participa en la Liga Nacional de Baloncesto Femenino con sede en Hato Mayor del Rey, Hato Mayor, República Dominicana. Las Reinas juegan sus partidos como local en el Polideportivo Héctor Monegro.

## Historia
El equipo comenzó su participación en la Liga Nacional de Baloncesto Femenino en 2016, en la primera temporada de la liga. Su primer partido en la liga, las Reinas lo disputaron el sábado 28 de mayo de 2016, en el Polideportivo San Carlos donde fueron derrotadas por las Águilas de Guachupita con un marcador de 71 por 76. En la fase regular terminaron en la segunda posición con un récord de 6-4, clasificando a las semifinales de la liga. Allí lograron su pase a la serie final tras derrotar al Club Mauricio Báez 2 partidos a 1. En la serie final, las Reinas fueron barridas por las Olímpicas de La Vega, con Mari Coronado como jugadora más valiosa de la serie final.

## Trayectoria
Nota: G: Partidos ganados; P: Partidos perdidos; %: Porcentaje de victorias
| Año             | Posición | G  | P | %    | Playoffs                                   | Resultado                                       |
| --------------- | -------- | -- | - | ---- | ------------------------------------------ | ----------------------------------------------- |
| Reinas del Este |          |    |   |      |                                            |                                                 |
| 2016            | 2ª       | 6  | 4 | .600 | Gana las Semifinales Pierde la Serie Final | Reinas 2, Mauricio Báez 1 Olímpicas 3, Reinas 0 |
| 2017            | 3ª       | 6  | 4 | .600 | Pierde las Semifinales                     | Mauricio Báez 2, Reinas 1                       |
| Totales         | Totales  | 12 | 8 | .600 |                                            |                                                 |
| Playoffs        | Playoffs | 3  | 6 | .333 | 0 Campeonatos                              | 0 Campeonatos                                   |